# Baptisia calycosa
Baptisia calycosa är en ärtväxtart som beskrevs av William Marriott Canby. Baptisia calycosa ingår i släktet Baptisia och familjen ärtväxter.

## Underarter
Arten delas in i följande underarter:
- B. c. calycosa
- B. c. villosa